# A Teia (telenovela)
A Teia (littéralement : le web) est une telenovela dramatique portugaise diffusée depuis le 19 novembre 2018 sur TVI.

## Fiche technique
- Titre original : A Teia
- Réalisation : Francisco Antunez, António Borges Correia (pt), Lourenço de Mello, Luís Pamplona, Rodrigo Duvens Pinto
- Scénario : Juan Barros, Elisabete Moreira, André Ramalho, Michel Simeão, José Chaiça
- Monteur : Gabriela Amado
- Directeur de la photographie : Hélio Costa
- Musique : Imagine Dragons
- Producteur : Miguel Cotrim
- Société de production : Plural Entertainment (pt)
- Pays d'origine :  Portugal
- Langue d'origine : portugais
- Lieux de tournage : 
  - Porto, Portugal
  - Édimbourg, Écosse, Royaume-Uni
- Genre : Comédie dramatique

## Distribution
- Diogo Morgado : Simão Rosa Neto (175 épisodes, 2018-2019)
- Mafalda Marafusta : Lara Seixas[2] (175 épisodes, 2018-2019)
- Luís Esparteiro (pt) : Valdemar Seixas (175 épisodes, 2018-2019)
- São José Correia (pt) : Isaura Seixas (175 épisodes, 2018-2019)
- Pedro Teixeira : Humberto Seixas (175 épisodes, 2018-2019)
- Sofia Ribeiro (pt) : Cecília Rosa Neto (175 épisodes, 2018-2019)
- Carloto Cotta : Jaime Rosa Neto (175 épisodes, 2018-2019)
- Madalena Brandão (pt) : Cláudia Messias (175 épisodes, 2018-2019)
- Filipe Vargas (pt) : Tiago Messias (175 épisodes, 2018-2019)
- Margarida Moreira : Joana Cardoso (175 épisodes, 2018-2019)
- Marta Faial : Mónica Vieira (175 épisodes, 2018-2019)
- Júlia Palha (pt) : Renata Santos (175 épisodes, 2018-2019)
- Fernando Pires (pt) : Domingos Pêra (175 épisodes, 2018-2019)
- Sofia Baessa : Mayra Da Silva (175 épisodes, 2018-2019)
- Rodrigo Trindade (pt) : Bruno Lobão (175 épisodes, 2018-2019)
- Beatriz Leonardo : Matilde Rosa Neto (175 épisodes, 2018-2019)
- Rafael Ferreira : João Maria Rosa Neto (175 épisodes, 2018-2019)
- Inês Custódio : Patrícia Cardoso (175 épisodes, 2018-2019)
- Inês Ramos : Liliana Seixas (175 épisodes, 2018-2019)
- Francisco Grilo : Rúben Seixas (175 épisodes, 2018-2019)
- Miguel Cruz : Gonçalo Cardoso (175 épisodes, 2018-2019)
- Gabriela Mirza : Flor (175 épisodes, 2018-2019)
- Matilde Serrão : Maria Messias (175 épisodes, 2018-2019)
- Margarida Serrano : Inês Vieira (175 épisodes, 2018-2019)
- Maria João Pinho (pt) : Vera (163 épisodes, 2018-2019)
- Julie Sergeant (pt) : Elvira Coelho (153 épisodes, 2018-2019)
- Rodrigo Tomás : Max (140 épisodes, 2018-2019)
- Patrícia Tavares (pt) : Dalila Seixas (130 épisodes, 2018-2019)
- Vitor Hugo : Ricardo Saavedra (124 épisodes, 2018-2019)
- Miguel Guilherme (pt) : Augusto Rosa Neto (98 épisodes, 2018-2019)
- Joana Ribeiro : Diana Figueiredo (93 épisodes, 2018-2019)
- Catarina Wallenstein : Julie (83 épisodes, 2019)